# Bosanci (gmina)
Bosanci – gmina w Rumunii, w okręgu Suczawa. Obejmuje miejscowości Bosanci i Cumpărătura. W 2011 roku liczyła 6719 mieszkańców.